# Соргиль
Соргиль — река в России, протекает в Республике Коми и Архангельской области. Устье реки находится в 31 км по левому берегу реки Вохта. Длина реки составляет 11 км.
Соргиль начинается на севере Прилузского района Республики Коми, близ границы с Вилегодским районом Архангельской области. Основное направление течения — север. Большую часть протекает по Вилегодскому району Архангельской области. Соргиль течёт по лесной, ненаселённой местности. Самый крупный приток — Зверица, впадает в среднем течении Соргиля.

### Притоки
- Запертый
- Зверица

## Данные водного реестра
По данным государственного водного реестра России относится к Двинско-Печорскому бассейновому округу, водохозяйственный участок реки — Вычегда от города Сыктывкар и до устья, речной подбассейн реки — Вычегда. Речной бассейн реки — Северная Двина.
Код объекта в государственном водном реестре — 03020200212103000024693.